# Jan Gerhard Wichers

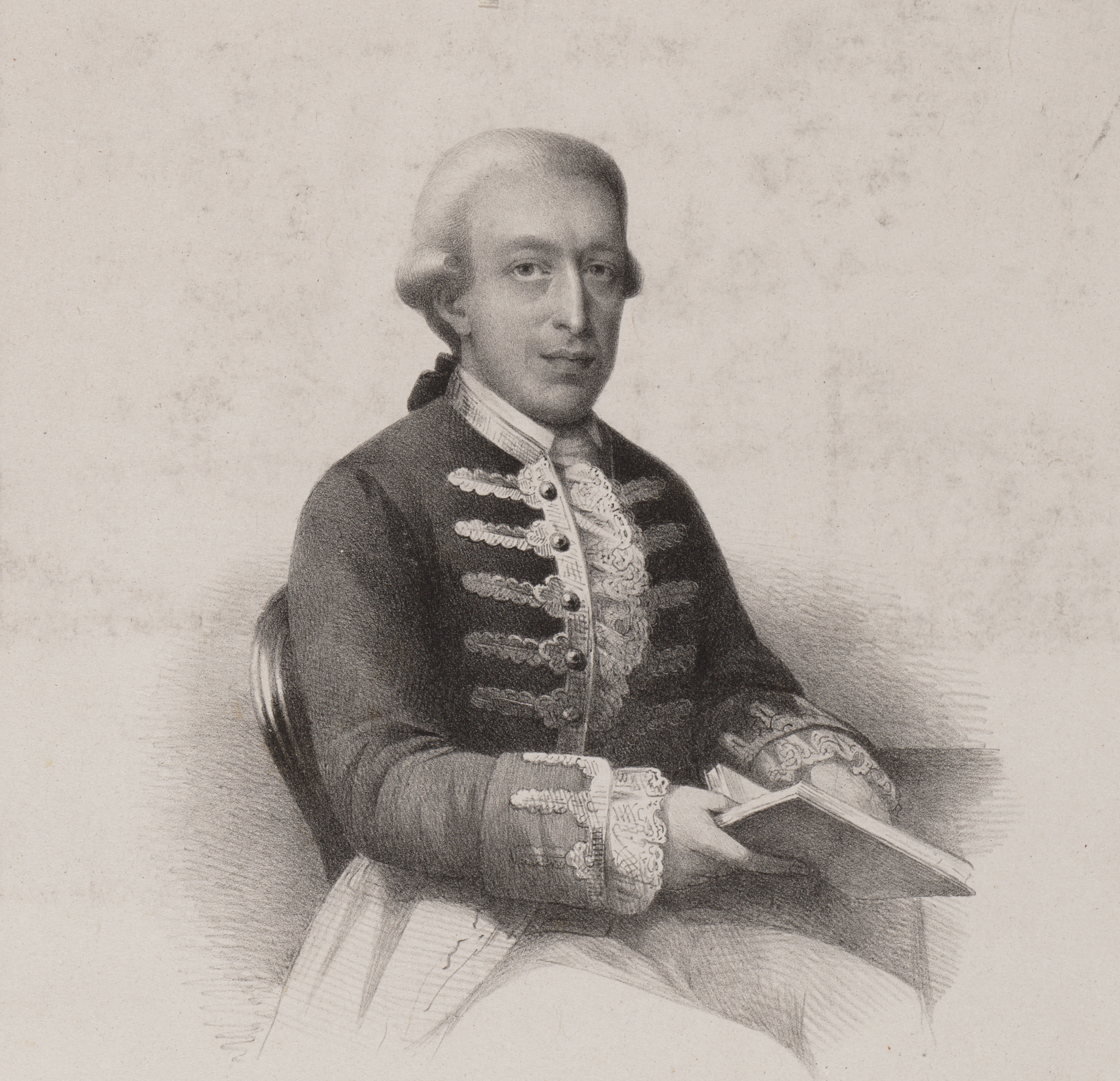
J.G. Wichers, circa 1850

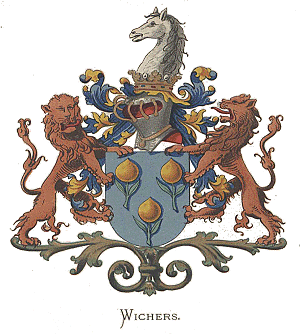
Wichers familiewapen

Jan Gerhard Wichers (Groningen, 15 juli 1745 - Vreeswijk, 3 oktober 1808) was een Nederlandse gouverneur van Suriname. Hij stamde af van de uit Antwerpen gevluchte koopman Wicher Rotgersz.

## Biografie
Hij was de zoon van Wicher Wichers en Wibbina Clara Smith, liet zich op 9 juli 1760 inschrijven als student te Groningen, waar hij op 15 juni bevorderd werd tot jur. utr. dr. op een proefschrift De tribus politocorum fundamentalibus in omni re publica caute vitandis erroribus, Machiavellismo nimirum, monarchomachismo ac hierarchismo. Hij was aangesloten bij de vrijmetselarij in Suriname.
Wichers was generaal-majoor bij de infanterie. In 1771 werd hij Raad Fiscaal. Aangezien hij bij het overlijden van Bernard Texier in zijn geboorteplaats Groningen was, werd Wolphart Jacob Beeldsnijder Matroos als ad interim Gouverneur aangesteld. In 1775 werd zijn zoon Jan Wicherides (zoon van) geboren als kind van de vrije negerin Adjuba van Hesterslust.
In 1784 werd hij aangesteld als gouverneur. Onder het bestuur van Wichers nam het aantal gemanimuteerden snel toe. Het was onderdeel van zijn bevolkingspolitiek om de leegloop van de blanke bewoners na de beurscrisis te compenseren. Hij wilde daarmee een stabiele sociale middenlaag van landbouwers en handwerkslieden creëren. Hij was helaas zijn tijd te ver vooruit en zijn plan ging niet door. Wichers was eigenaar van de plantages Standvastigheid aan de Tapoeripakreek en Stolkwijk en Zeewijk aan de Motkreek.
In 1790 liet hij het fort Groningen aanleggen. In datzelfde jaar droeg hij het bestuur over aan Jurriaan François de Friderici en keerde hij terug naar Holland. Daar werd hij lid van de Raad voor de amerikaanse kolonies in Den Haag. In 1806 werd hij lid van de Maatschappij van Nederlandse Letterkunde.
Hij overleed in 1808 in het huis de Wiers dat hij in 1797 had gekocht.

## Varia
- In Paramaribo is de Wichersstraat naar hem genoemd.
- Wichers schijnt ook een verhouding gehad te hebben met de beruchte Susanna du Plessis.
- Mede over Wichers is de documentaire Groningen, Suriname gemaakt door RTV Noord.[1]
- Zijn jongere broer Wicher vertrok ook naar Suriname en is daar in 1778 overleden.

- Digitale Bibliotheek voor de Nederlandse Letteren: wich024
- International Standard Name Identifier: 0000 0000 3778 3302
- Library of Congress Control Number: n98089767
- Nederlandse Thesaurus van Auteursnamen: 073484563
- Virtual International Authority File: 23919015
- WorldCat: E39PBJx4p84ytByyCPq9GFw6Kd